# Outremeuse
Outremeuse es el nombre de una isla fluvia y un barrio en la ciudad de Lieja, Bélgica. En valón; Dju d'la Mouse (más allá del Mosa), o simplemente Djud'la. Administrativamente es parte de la provincia de Lieja, en la región Valona al sur de Bélgica.
Es una de las zonas más antiguas y populares de la ciudad, modernizada en el siglo XIX, no ha cambiado su apariencia hasta las primeras décadas del siglo XXI.

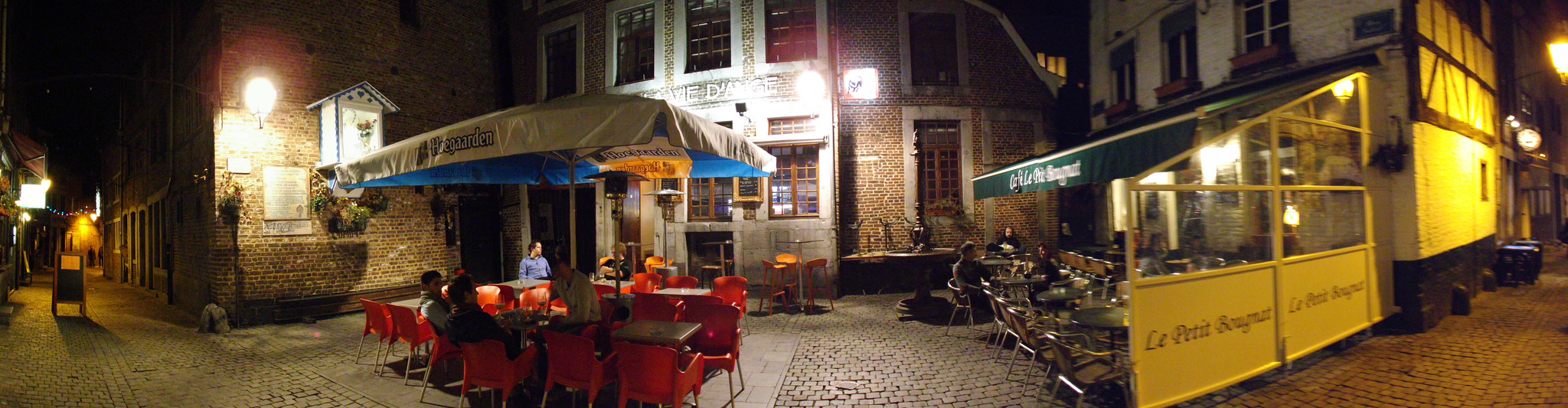
Rue Roture Outremeuse